# Adonis davidii
Adonis davidii är en ranunkelväxtart som beskrevs av Adrien René Franchet. Adonis davidii ingår i släktet adonisar, och familjen ranunkelväxter. Inga underarter finns listade i Catalogue of Life.